# Gesundheitshandwerk
Zu den Gesundheitshandwerken in Deutschland zählen Augenoptiker und Optometristen, Hörakustiker, Orthopädieschuhmacher, Orthopädietechnik-Mechaniker, Bestatter im Rahmen der Daseinsvorsorge und Zahntechniker. Sie alle stehen im Verzeichnis der Gewerbe, die als zulassungspflichtige Handwerke betrieben werden können (Anlage A der Handwerksordnung). Die Gesundheitshandwerke versorgen die Bevölkerung mit ausgewählten Medizinprodukten und/oder Hilfsmitteln wie bspw. Brillen, Hörsystemen, orthopädischen Schuhen, Prothesen und Zahnersatz. Die Betriebe der Gesundheitshandwerke zählen überwiegend zu den kleinen und mittleren Unternehmen (KMU). Deutschlandweit gibt es etwa 30.000 Betriebe der Gesundheitshandwerke, die als Arbeitgeber und Aus- sowie Fortbildungsbetrieb ca. 192.000 Menschen beschäftigen, davon sind knapp 17.000 Lehrlinge.
Die Gesundheitshandwerke leisten für die Menschen einen Beitrag zur Gesunderhaltung (Prävention) und Wiederherstellung von Gesundheit sowie zum Ausgleich von Behinderungen und Einschränkungen. Die Leistungen der Gesundheitshandwerke sind somit ein Teil des Versorgungsgeschehens in Deutschland.

## Organisation
Die einzelnen Betriebe der Gesundheitshandwerke werden immer von jeweils einem Meister oder einer entsprechend qualifizierten Person geführt, der in die Handwerksrolle eingetragen ist. Die meisten Gesundheitshandwerke sind in Innungen bzw. Bundesverbänden organisiert. Diese sind freiwillige Zusammenschlüsse, die die spezifischen Interessen eines Handwerkszweigs oder -berufs vertreten und beratende sowie organisatorische Funktionen übernehmen. 
Die Bundesinnungen bzw. Bundesinnungsverbände der Gesundheitshandwerke sind: Zentralverband der Augenoptiker und Optometristen, Bundesinnung der Hörakustiker KdöR, Zentralverband Orthopädieschuhtechnik, Bundesinnungsverband Orthopädietechnik, Verband Deutscher Zahntechnikerinnungen.

## Meisterpräsenz
Die Gesundheitshandwerke gehören zu den besonders gefahrengeneigten Handwerken. Deswegen gibt es spezielle Anforderungen an den Meister bzw. Betriebsleiter in Bezug auf die Präsenz im Betrieb. Hierbei ist hervorzuheben, dass ein Meister in der Lage sein muss, die Arbeiten in seinem Betrieb ständig zu überwachen und lenkend oder korrigierend eingreifen zu können.
Für die Beurteilung der Meisterpräsenz ist die jeweilige Handwerkskammer zuständig. Sie richtet sich hierbei nach den Vorgaben der Handwerksordnung (HwO). Daneben gibt es weitere gesetzliche Bestimmungen, die die besondere Gefahrengeneigtheit der Gesundheitshandwerke herausstellen, wie das Fünfte Buch Sozialgesetzbuch (SGB V) und das Medizinproduktegesetz (MPG). 
Grundsätzlich gilt für die Betriebe der Gesundheitshandwerke, dass sie ihre vollhandwerklichen Tätigkeiten grundsätzlich nur ausüben dürfen, wenn der Meister anwesend ist.

## Grundlagen der Versorgung
Gesundheitshandwerker bilden die Schnittstelle zwischen Technik und Mensch in der Versorgung mit individuellen und beratungsintensiven Medizinprodukten und Dienstleistungen. An die Anpassung schließt sich meistens eine umfassende Nachsorge und Feinangleichung an. Je nach Gesundheitshandwerk kann dies mehrere Monate betragen. Neben der Auswahl und Anpassung des technischen Produktes, zeichnen sich die Gesundheitshandwerke durch einen hohen Dienstleistungsanteil aus. Digitale Techniken und Arbeitsmittel werden bei der Arbeit der Gesundheitshandwerke als Teil ständiger Innovationszyklen aufgegriffen und eingesetzt.
Ein vornehmlicher Unterschied zu den übrigen Handwerksbetrieben besteht darin, dass die Kosten für die Leistungen der Gesundheitshandwerke ganz bzw. teilweise von den Sozialversicherungsträgern, überwiegend der gesetzlichen Krankenversicherung (GKV), übernommen werden. Im Bereich der privaten Krankenversicherung (PKV) richtet sich die Erstattung der Leistungen der Gesundheitshandwerke nach dem zwischen Versicherer und Patienten jeweils vereinbarten Leistungskatalog.